# Galliumacetylacetonat
Galliumacetylacetonat ist eine chemische Verbindung des Galliums aus der Gruppe der Acetylacetonate.

## Gewinnung und Darstellung
Galliumacetylacetonat kann durch Reaktion von Galliumhydroxid mit Acetylaceton gewonnen werden.

## Eigenschaften
Galliumacetylacetonat ist ein weißer Feststoff, der praktisch unlöslich in Wasser ist. Die Verbindung tritt in mehreren Kristallstrukturen auf.

## Verwendung
Galliumacetylacetonat wird in der Forschung an galliumhaltigen Materialien eingesetzt. Gallium(III)-oxid-Dünnschichten können mit der Atomschichtepitaxie (ALE) erzeugt werden, indem Galliumacetylacetonat mit Wasser oder Ozon als Vorläufer kombiniert wird. Es kann auch für die Synthese von hochreinen Galliumnitrid-Nanodrähten und Nanonadeln bei niedrigen Temperaturen verwendet werden.